# Турсько-Мале
Турсько-Мале (пол. Tursko Małe) — село в Польщі, у гміні Поланець Сташовського повіту Свентокшиського воєводства.
Населення — 194 особи (2011).
У 1975-1998 роках село належало до Тарнобжезького воєводства.

## Демографія
Демографічна структура на день 31 березня 2011 року:
|          | Загалом | Допрацездатний вік | Працездатний вік | Постпрацездатний вік |
| -------- | ------- | ------------------ | ---------------- | -------------------- |
| Чоловіки | 92      | 18                 | 64               | 10                   |
| Жінки    | 102     | 18                 | 64               | 20                   |
| Разом    | 194     | 36                 | 128              | 30                   |